# Arnaud Keb
 (août 2025).
Motif : Pas de sources secondaires centrées
- Archive Wikiwix
- Bing
- Cairn
- DuckDuckGo
- E. Universalis
- Gallica
- Google
- G. Books
- G. News
- G. Scholar
- Persée
- Qwant
- (zh) Baidu
- (ru) Yandex
- (wd) trouver des œuvres sur Wikidata

| 1. | Préciser le motif de la pose du bandeau. | Précisez le motif de la pose du bandeau en utilisant la syntaxe suivante : {{admissibilité à vérifier\|date=août 2025\|motif=remplacez ce texte par le motif}}                  |
| 2. | Informer les utilisateurs concernés.     | Pensez à avertir le créateur de l'article, par exemple, en insérant le code ci-dessous sur sa page de discussion : {{subst:avertissement admissibilité à vérifier\|Arnaud Keb}} |

 (janvier 2020).
Si vous disposez d'ouvrages ou d'articles de référence ou si vous connaissez des sites web de qualité traitant du thème abordé ici, merci de compléter l'article en donnant les références utiles à sa vérifiabilité et en les liant à la section « Notes et références ».
Arnaud Keb, né Arnaud Quebriac le 21 février 1973 à Dinan et mort le 23 janvier 2013 à Rennes, est un musicien français, batteur de rock. Il a tenu la batterie de Candie Prune, mais avait été remplacé par Gilles Morillon pour le side-project du groupe nommé Andice Rupen.

## Note ste références
1. ↑  Relevé des fichiers de l'Insee